# Birger Carlström
Albert Birger Carlström, född 17 juli 1890 i Gävle, död 21 februari 1959 i Stockholm, var en svensk veterinär.
Birger Carlström var son till stationsinspektoren Axel Carlström. Efter studentexamen i Gävle 1909 blev han samma år student vid Uppsala universitet och avlade filosofie kandidatexamen där 1912. Carlström avlade veterinärkandidatexamen 1914 och veterinärexamen 1917 vid Veterinärhögskolan och blev 1936 veterinärmedicine doktor. 
Efter olika befattningar blev Carlström 1924-1934 tillförordnad laborator vid Veterinärhögskolan och från 1933 tillförordnad och 1934 ordinarie professor i medicin vid Veterinärhögskolan. Han var från 1933 medlem av Medicinalstyrelsens vetenskapliga råd och från 1937 medlem av Veterinärinspektionen vid arméns veterinärmedicinska råd. Carlström företog flera studieresor utomlands, bland annat till Berlin och Utrecht 1923 för studier i medicin och farmakologi, samma år till Köpenhamn som jacobistipendiat och 1924 till Freiburg im Breisgau för studier i farmakologi samt 1926-1928 som rockefellerstipendiat för studier i fysiologi och medicin till Köpenhamn och Budapest. Carlström ägnade sin forskning särskilt åt vissa muskelsjukdomar hos hästar och ägnade sig senare åt olika bristsjukdomar, särskilt vitaminbrist, deras etiologi, symtomatologi och terapi.
Carlström var 1936 en av initiativtagarna till Sällskapet för veterinärmedicinsk forskning.